# 21.º governo da Monarquia Constitucional
O 21.º governo da Monarquia Constitucional, também conhecido como a segunda parte do 1.º governo da Regeneração, nomeado a 22 de maio de 1851 e exonerado a 6 de junho de 1856, foi presidido pelo duque de Saldanha. Numa primeira fase, entre 22 de maio de 1851 e 31 de dezembro de 1852, o governo foi efetuado em ditadura. A partir do Ato Adicional de 5 de julho de 1852, que definia que a nomeação dos deputados seria feita por eleição direta, o governo passa a efetuar eleições.
Em Fevereiro de 1856, o Partido Histórico põe a correr no país uma forte propaganda contra os novos impostos anunciados pelo Ministro da Fazenda, Fontes Pereira de Melo, recolhendo 50 mil assinaturas. Saldanha pede ao rei D. Pedro V, que havia subido ao trono meses antes, a nomeação de doze Pares. Tendo o rei recusado, Saldanha apresentou a demissão do ministério a 2 de junho.

## Composição
A sua constituição era a seguinte:
| Cargo                                                                                 | Detentor | Detentor                                                             | Período                                       |
| ------------------------------------------------------------------------------------- | -------- | -------------------------------------------------------------------- | --------------------------------------------- |
| Presidente do Conselho de Ministros                                                   |          | Duque de Saldanha (1790–1876)                                        | 22 de maio de 1851 a 6 de junho de 1856       |
| Ministro e Secretário de Estado dos Negócios do Reino                                 |          | José Ferreira Pestana (1795–1885)                                    | 22 de maio de 1851 a 7 de julho de 1851       |
| Ministro e Secretário de Estado dos Negócios do Reino                                 |          | Rodrigo da Fonseca (1787–1858)                                       | 7 de julho de 1851 a 6 de junho de 1856       |
| Ministro e Secretário de Estado dos Negócios Eclesiásticos e de Justiça               |          | Joaquim Filipe de Soure (1805–1882)                                  | 22 de maio de 1851 a 7 de julho de 1851       |
| Ministro e Secretário de Estado dos Negócios Eclesiásticos e de Justiça               |          | António Bernardo da Fonseca Moniz (não empossado) (1789–1859)        | 7 de julho de 1851 a 4 de março de 1852       |
| Ministro e Secretário de Estado dos Negócios Eclesiásticos e de Justiça               |          | Rodrigo da Fonseca (interino) (1787–1858)                            | 7 de julho de 1851 a 4 de março de 1852       |
| Ministro e Secretário de Estado dos Negócios Eclesiásticos e de Justiça               |          | António Luís de Seabra (1798–1895)                                   | 4 de março de 1852 a 19 de agosto de 1852     |
| Ministro e Secretário de Estado dos Negócios Eclesiásticos e de Justiça               |          | Rodrigo da Fonseca (interino) (1787–1858)                            | 19 de agosto de 1852 a 3 de setembro de 1853  |
| Ministro e Secretário de Estado dos Negócios Eclesiásticos e de Justiça               |          | Frederico Guilherme da Silva Pereira (1806–1860)                     | 3 de setembro de 1853 a 6 de junho de 1856    |
| Ministro e Secretário de Estado dos Negócios da Fazenda                               |          | Marino Miguel Franzini (1779–1861)                                   | 22 de maio de 1851 a 5 de agosto de 1851      |
| Ministro e Secretário de Estado dos Negócios da Fazenda                               |          | Francisco da Silva Ferrão (1798–1874)                                | 5 de agosto de 1851 a 21 de agosto de 1851    |
| Ministro e Secretário de Estado dos Negócios da Fazenda                               |          | António Maria de Fontes Pereira de Melo (interino) (1819–1887)       | 21 de agosto de 1851 a 4 de março de 1852     |
| Ministro e Secretário de Estado dos Negócios da Fazenda                               |          | António Maria de Fontes Pereira de Melo (1819–1887)                  | 4 de março de 1852 a 6 de junho de 1856       |
| Ministro e Secretário de Estado dos Negócios da Fazenda                               |          | Frederico Guilherme da Silva Pereira (interino) (1806–1871)          | 8 de novembro de 1855 a 3 de janeiro de 1856  |
| Ministro e Secretário de Estado dos Negócios da Guerra                                |          | Duque de Saldanha (interino) (1790–1876)                             | 22 de maio de 1851 a 6 de junho de 1856       |
| Ministro e Secretário de Estado dos Negócios da Marinha e Ultramar                    |          | Marquês de Loulé (1804–1875)                                         | 22 de maio de 1851 a 7 de julho de 1851       |
| Ministro e Secretário de Estado dos Negócios da Marinha e Ultramar                    |          | António Maria de Fontes Pereira de Melo (1819–1887)                  | 7 de julho de 1851 a 4 de março de 1852       |
| Ministro e Secretário de Estado dos Negócios da Marinha e Ultramar                    |          | António Aloísio Jervis de Atouguia/ Visconde de Atouguia (1797–1861) | 4 de março de 1852 a 6 de junho de 1856       |
| Ministro e Secretário de Estado dos Negócios Estrangeiros                             |          | António Aloísio Jervis de Atouguia (1797–1861)                       | 22 de maio de 1851 a 4 de março de 1852       |
| Ministro e Secretário de Estado dos Negócios Estrangeiros                             |          | Visconde de Almeida Garrett (1799–1854)                              | 4 de março de 1852 a 17 de agosto de 1852     |
| Ministro e Secretário de Estado dos Negócios Estrangeiros                             |          | António Aloísio Jervis de Atouguia (interino) (1797–1861)            | 17 de agosto de 1852 a 31 de dezembro de 1852 |
| Ministro e Secretário de Estado dos Negócios Estrangeiros                             |          | António Aloísio Jervis de Atouguia/Visconde de Atouguia (1797–1861)  | 31 de dezembro de 1852 a 6 de junho de 1856   |
| Ministro e Secretário de Estado dos Negócios das Obras Públicas, Comércio e Indústria |          | António Maria de Fontes Pereira de Melo (interino) (1819–1887)       | 30 de agosto de 1852 a 6 de junho de 1856     |
| Ministro e Secretário de Estado dos Negócios das Obras Públicas, Comércio e Indústria |          | Rodrigo da Fonseca (interino) (1787–1858)                            | 8 de novembro de 1855 a 3 de janeiro de 1856  |